# Shogun (Stormwitch)
Shogun è un album in studio del gruppo musicale tedesco Stormwitch, pubblicato nel 1994 dalla Steamhammer.

## Tracce
1. Stranded – 7:10
2. Liar – 6:20
3. Garden of Pain – 5:54
4. Seven Faces (and Two Hearts) – 6:44
5. Forbidden – 4:14
6. Victory Is Mine – 4:39
7. Let Lessons Begin – 6:26
8. The King of Winds – 4:34
9. She's the Sun – 5:04
10. Good Times-Bad Times – 9:35
11. I'll Never Forgive – 8:02
12. Somewhere – 5:10

## Formazione
- Andy Aldrian - voce
- Damir Uzunovic - chitarra
- Martin Albrecht - basso
- Pete Lancer - batteria